# Laurie Lee

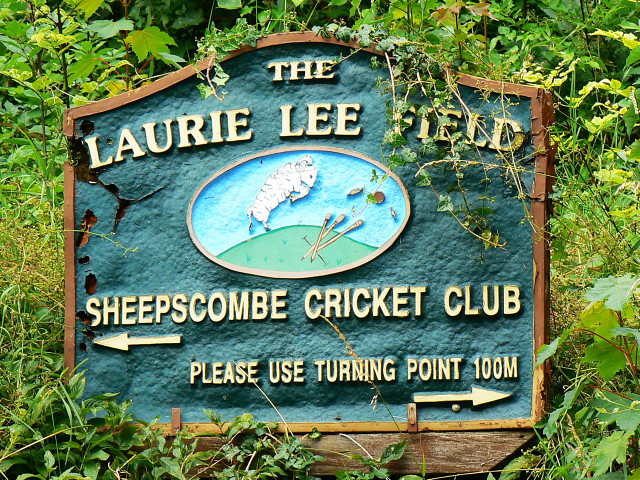
Sheepscombe Cricket Club De auteur Lee was geboren in het nabije town of Stroud. Hij verhuisde naar Slad

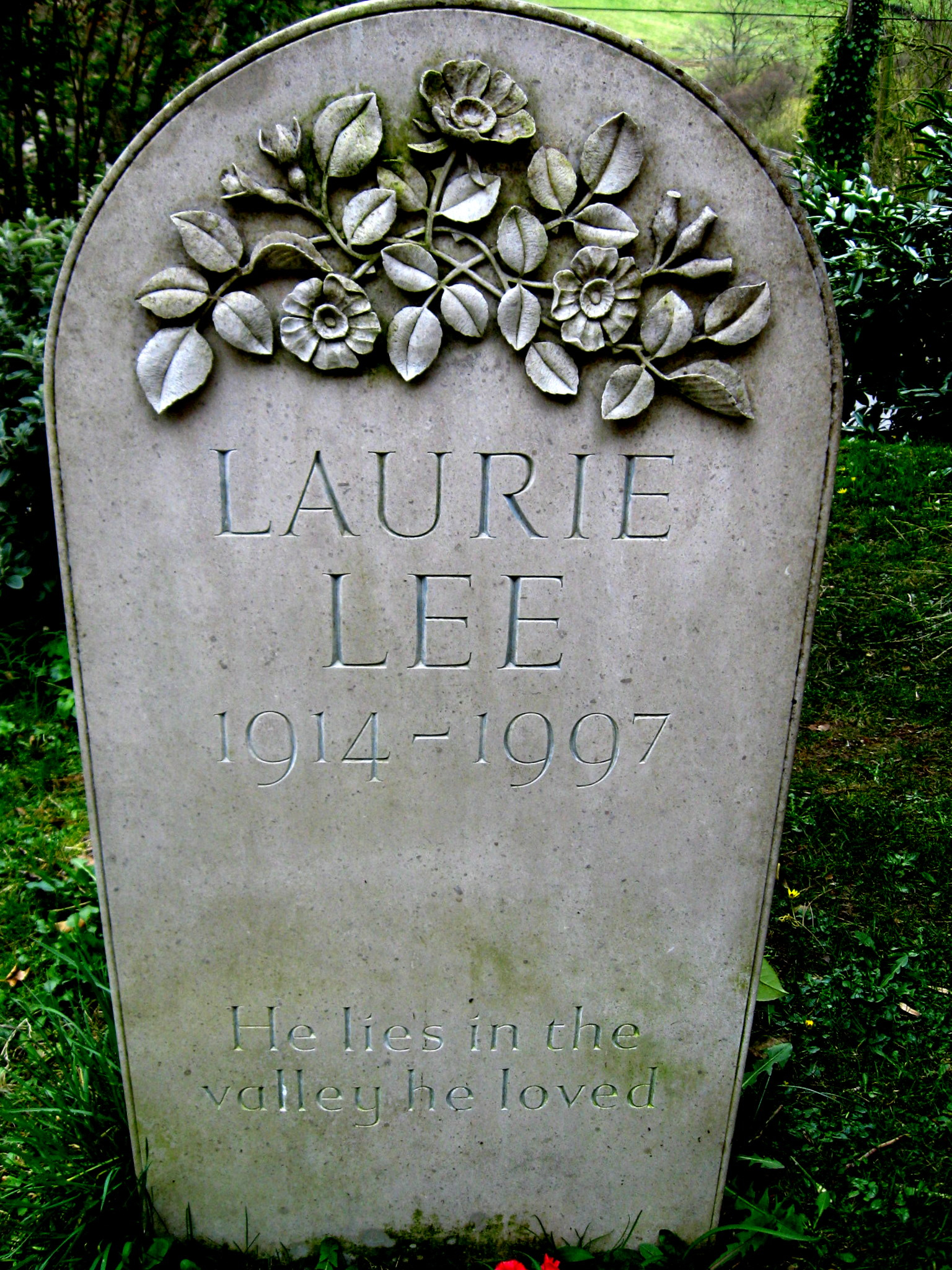
Laurie Lee overleed in 1997 aan kanker en werd begraven op het kerkhof in Slad

Laurence Edward Alan (Laurie) Lee (Stroud (Gloucestershire), 26 juni 1914 - Slad (Gloucestershire), 13 mei 1997) was een Engels dichter, roman- en scenarioschrijver. Zijn bekendste werk was een semi-autobiografische trilogie die bestond uit de boeken Cider with Rosie (1959), As I Walked Out One Midsummer Morning (1969) en A Moment of War (1991).

## Levensloop
Laurence Edward Alan (Laurie) Lee werd geboren in Stroud in 1914. Het gezin verhuisde in 1917 naar het nabije Slad. Zijn vader vocht tijdens Wereldoorlog I bij het Royal West Kent Regiment en keerde na de oorlog niet terug naar de familie. Lee ontwikkelde hierdoor een intense antipathie voor zijn familie aan zijn vaderskant. Op zijn 12de ging hij naar de lokale jongensschool in Stroud en verliet ze op zijn 15de om te werken als boodschappenjongen bij een 'Chartered Accountant'. In 1931 kwam hij in contact met de Kolonie van Whiteway in Cotswold. Bij deze Christenanarchisten, in navolging van Leo Tolstoj begon zijn interesse in politiek en leerde hij de componist Benjamin Frankel kennen. Op zijn 20ste werkte hij als kantoorklerk en arbeider in de bouw. Hij woonde een jaar in Londen voor hij in de zomer van 1935 naar Spanje trok. Na het uitbreken van de Spaanse Burgeroorlog (juli 1936) pikte een Brits schip van Gibraltar hem op.
Intussen had Lee een vrouw leren kennen die hem financieel steunde. Hierdoor kon hij proberen een graad in de Kunsten te halen. In 1937 keerde hij echter terug naar Spanje en sloot zich vrijwillig aan bij de Internationale Brigades om te vechten tegen de nationalisten van Francisco Franco. Hij verliet de brigades door zijn epilepsie.
Tijdens de Tweede Wereldoorlog maakte Lee documentaires voor de GPO Film Unit (1939-1940)  en de Crown Film Unit (1941-1943). Van 1944 tot 1946 werkte Lee als editor voor het Ministerie van Informatie van het Verenigd Koninkrijk.
Van 1950 tot 1951 werkte hij als schrijver voor het Festival van Groot-Brittannië, waarvoor hij in 1952 een ereteken van de Orde van het Britse Rijk ontving. 
Vanaf 1951 wijdde hij zijn leven aan het schrijven.
In de jaren 1960 keerden Lee en zijn vrouw terug naar Slad, waar ze voor de rest van hun tijd bleven wonen. Lee onthulde in de BBC1 Wogan Show in 1985 dat kinderen, die Slad bezochten in het kader van het bestuderen van Cider with Rosie, hem vaak vroegen 'waar Laurie Lee nu precies begraven was'. Ze gingen ervan uit dat de auteur van het bekende werk al overleden was.
Volgens vele biografische bronnen vocht Lee in de Spaanse Burgeroorlog tegen de Nationalisten van Franco. Na zijn dood werd beweerd dat zijn rol in de oorlog pure fantasie was. Zijn weduwe noemde deze beweringen echter leugens.
Lee overleed in 1997 aan kanker en werd begraven op het kerkhof in Slad.

## Werk
Zijn bekendste werk was de autobiografische trilogie Cider with Rosie (1959), As I Walked Out One Midsummer Morning (1969) en A Moment of War (1991). In het eerste deel beschrijft hij zijn kindertijd in de Slad Valley. Het tweede deel gaat over hoe hij zijn ouderlijke huis verliet en naar Londen trok, alsook zijn eerste bezoek aan Spanje in 1935. Het derde, en laatste deel, gaat over zijn terugkeer naar Spanje in december 1937 om de Republikeinse Internationale Brigade te vervoegen.
Cider With Rosie is een van de populairste boeken in de UK en wordt vaak gebruikt in de literatuurlessen voor schoolkinderen. Lee zei dat het hem twee jaar kostte om te schrijven, en drie keer te herschrijven.
- Land at War (1945)
- An Obstinate Exile (1951)
- A Rose for Winter (1955) vertelt over een reis naar Andalusië 15 jaar na de burgeroorlog
- Man Must Move: The story of Transport (1960), in de Verenigde Staten gepubliceerd als The Wonderful World of Transportation
- The Firstborn (1964), een verhaal over zijn huwelijk met Kathy
- I can't stay long (1975), een collectie van verschillende schrijfsels
- Innocence in the Mirror (1978)
- Two Women (1983) gaat over de geboorte en de kindertijd van hun dochter Jessie

Lee schreef daarnaast ook verschillende reisboeken, essays, een radiospel en kortverhalen.

## Eerbetuigingen en prijzen
Hij won verschillende prijzen, waaronder de Atlantic Award (1944), de Society of Authors travelling Award (1951), de William Foyle Poetry Prize (1956) en de W.H.Smith and Son Award (1960).
In As I Walked Out one Midsummer Morning, schrijft Lee over zijn verblijf in Almuñécar, een Spaans vissersdorpje dat hij 'Castillo' noemt. In 1988 richtten de inwoners van Almuñécar hiervoor een standbeeld op ter ere van Lee.
In 1993 werd A Moment of War verkozen tot Notable Book of the Year door de editors van The New York Times Book Review.
In 2003 verwierf de Britse bibliotheek heel wat van Lee zijn originele manuscripten, brieven en dagboeken. De collectie bevatte ook twee onbekende werken en ontwerpen van Cider with Rosie waaruit bleek dat het boek eerst onder andere titels werd geschreven, namelijk Cider with Poppy, Cider with Daisy en The Abandoned Shade.

## Poëzie
Lee's eerste gedicht verscheen in The Sunday Referee in 1934. Een ander gedicht werd gepubliceerd in Cyril Conolly’s Horizon in 1940. Zijn eerste poëzieboek The Sun My Monument, werd uitgegeven in 1944. 
Verschillende gedichten die Lee schreef in de jaren 40 vertellen over de oorlogssfeer, maar ook over de schoonheid van het Engelse platteland.
- The Sun My Monument (1944)
- The Bloom of Candles: Verse from a Poet's Year (1947)
- My Many-Coated Man (1955)
- Poems (1960)
- Selected Poems (1983)

## Overig werk
- The Voyage of Magellan for Radio (1946): radiospel
- Cyprus Is an Island (1946): filmscenario
- A Tale in a Teacup (1947): filmscenario
- Peasants' Priest (1947): toneelstuk
- Laurie Lee Reading His Own Poems (1960): opname

- Bibsys: 90887012
- Biblioteca Nacional de España: XX923712
- Bibliothèque nationale de France: cb119120654 (data)
- Catàleg d'autoritats de noms i títols de Catalunya: 981058513020106706
- CiNii: DA03975528
- Gemeinsame Normdatei: 118570838
- International Standard Name Identifier: 0000 0001 0890 9604
- Library of Congress Control Number: n50038878
- Nationale Bibliotheek van Letland: 000067970
- MusicBrainz: 5e059bab-642b-428d-878f-f2abfaf04184
- Bibliotheek van het Japanse parlement: 00447190
- Nationale Bibliotheek van Tsjechië: jn20000701023
- Nationale bibliotheek van Australië: 36434190
- Nationale Bibliotheek van Israël: 987007272818305171
- Nationale en Universitaire bibliotheek Zagreb: 000122650
- Nederlandse Thesaurus van Auteursnamen: 070653038
- Réseau des bibliothèques de Suisse occidentale: 02-A003507327
- Istituto Centrale per il Catalogo Unico: LO1V028130
- SNAC: w69675bw
- Système universitaire de documentation: 034293876
- Trove: 1256351
- Virtual International Authority File: 41842816
- WorldCat: E39PBJtX9V39XxH6Ky3RdDKTpP